# 高祖神社

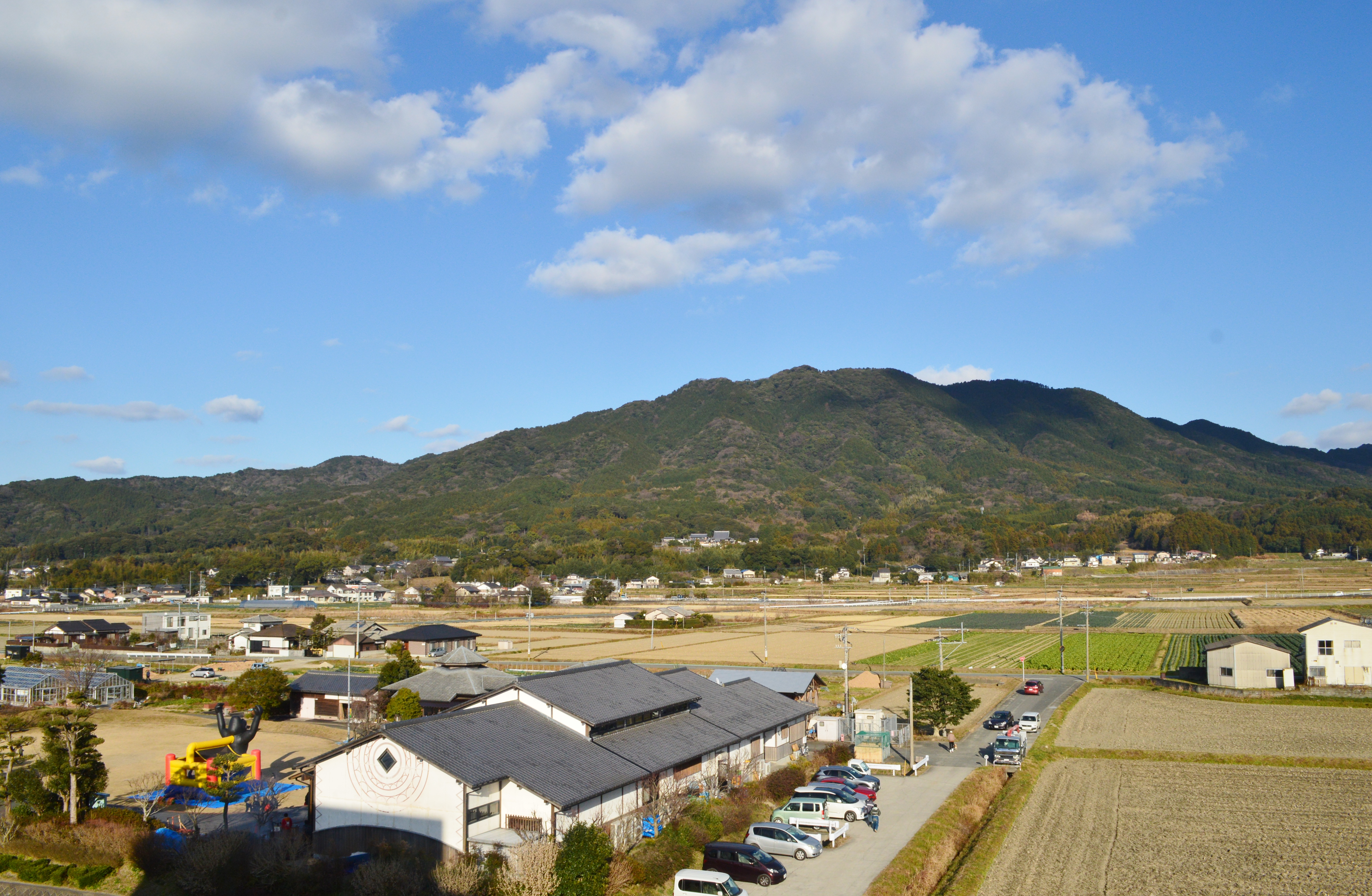
高祖山

高祖神社（たかすじんじゃ）は、福岡県糸島市高祖にある神社。旧社格は県社。
通称は「高祖宮」。高祖山の西麓に鎮座する。

## 祭神
祭神は次の3柱。
- 主座：彦火々出見命
- 左座：玉依姫命
- 右座：息長足姫命 - 神功皇后。

### 祭神について
高祖神社は『日本三代実録』に見える「高礒比咩神（高磯比咩神）」に比定されており、現在は見られないこの神を巡って、これまでに諸説が挙げられている。
一説には、新羅渡来のアメノヒボコ（天日槍/天之日矛/天日桙）伝説と関連づけられ、特に高礒比咩神はその妻神に比定される。その根拠として、長野宇美八幡宮（糸島市川付）の社伝に関連伝承が見えるほか、『筑前国風土記』逸文では怡土県主祖の五十迹手は日桙の末裔と見える点、『筑陽記』では高祖を怡土県主の本貫地とする所伝が見える点、『日本書紀』の渡来系伝承で「伊都都比古」という人物名が見える点が関連づけられる。
また別説として、『和名抄』では筑前国怡土郡に託杜郷（たこそごう、託社郷）が見えるほか、「筑前国嶋郡川辺里戸籍断簡」や『東大寺文書』では当地で宅蘇氏（たくそうじ）一族の居住が知られ、現在残る棟札にも「詫祖大菩薩」の記載が見えることから、これらと「高祖」・「高礒（高磯）」が関連づけられる。宅蘇氏は詳らかでないが、「戸籍断簡」には「宅蘇吉志」として新羅官位由来の姓である吉士（吉志）を称して見えることから、渡来系氏族とも推測される。
以上のほか、祭神に彦火々出見命（皇室祖先）を祀ることから「高祖」と名付けられたとする説（九州軍記）や、「タラシ」の音から息長足姫命（神功皇后）を高礒比咩神に比定する説もある。

## 歴史

### 創建
創建は不詳。伝承では、古くは大下の地に鎮座したが、建久8年（1197年）に原田種直が当地に入るに際して、高祖神社宮司の上原氏と姻戚関係を結ぶとともに、高祖山の怡土城跡に高祖城を築城してその麓に高祖神社を移したという。また、古くは怡土城の鎮守神として祀られたとする伝承もある。
糸島地方は『魏志倭人伝』に見える伊都国の比定地で（曽根遺跡群）、古墳時代にも古墳の密集地域として知られるが、一方で渡来系氏族による製鉄遺跡も認められており、上古の祭祀の性格については古来伝統祭祀と渡来系祭祀の両面で諸説がある。

### 概史
国史では、『日本三代実録』元慶元年（877年）条に「高礒比咩神（高磯比咩神）」が正六位上から従五位下に昇叙された旨の記事が見え、同神は当社に比定される（文献上初見）。しかし『延喜式』神名帳には記載がないため、いわゆる国史見在社にあたる。
中世期には当地領主の原田氏から崇敬され、棟札によれば、永正4年（1507年）に原田興種が「怡土庄鎮守高祖山大菩薩御社」の社殿を造営している。天文10年（1541年）には原田隆種が、元亀3年（1527年）には原田親種が、怡土郡一宮の「詫祖大菩薩」の宝殿を再興した。また古文書によれば、天正7年（1579年）に原田了栄（原田隆種）が志摩郡から5町を当社に寄進し、天正9年（1581年）に治木平衛門が五郎丸から1反半を寄進した。さらに天正10年（1582年）には「高祖大菩薩」の祠官が伊勢神宮への参詣時に吉田兼見を訪問したことや、天正15年（1587年）には原田信種が連歌千句・能五番の奉納を誓ったことが知られる。

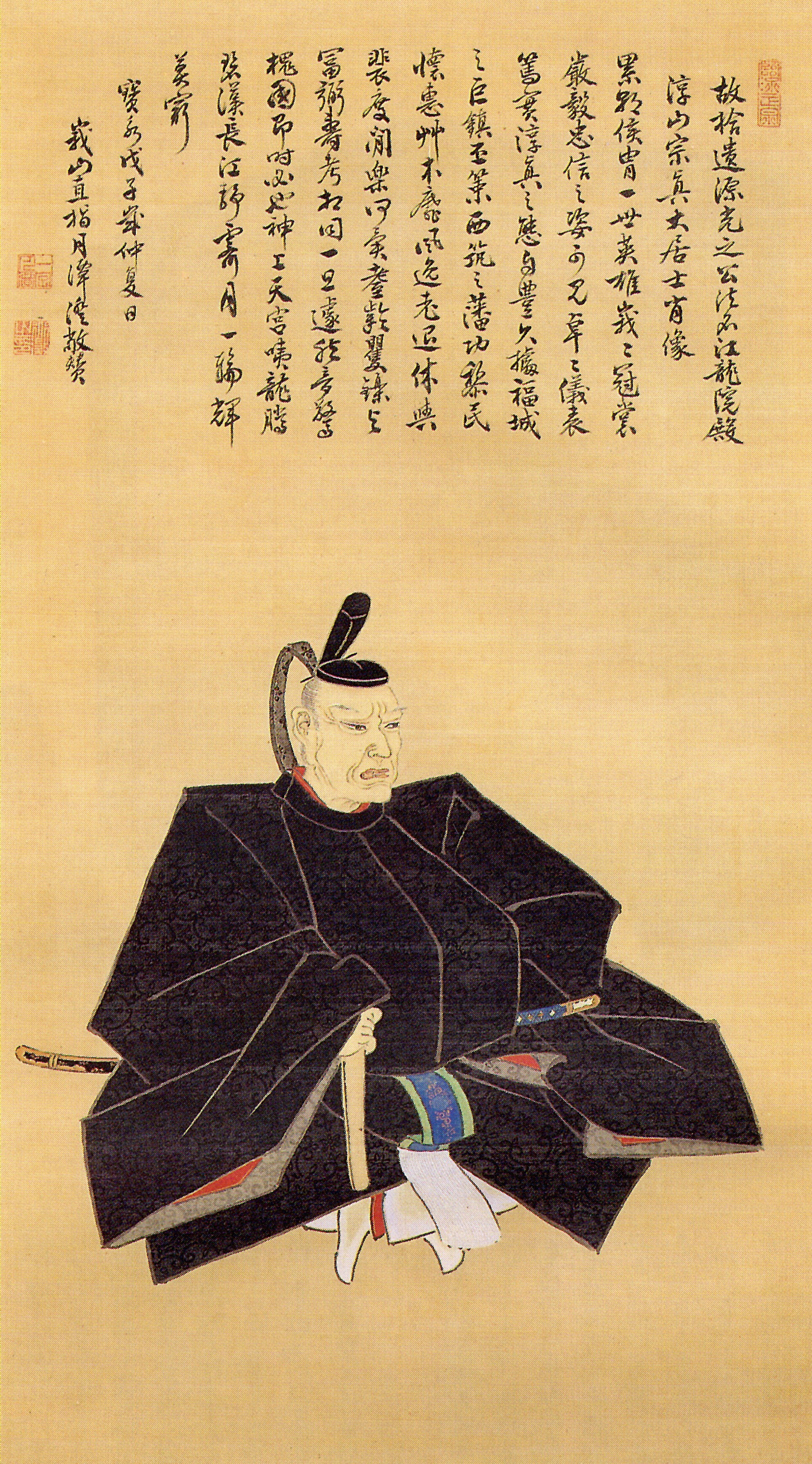
黒田光之福岡藩3代藩主。現在見る社殿を改築。

江戸時代に福岡藩の領地となったのちも当社は藩主の黒田家から崇敬され、寛文2年（1662年）に3代藩主の黒田光之が社殿を改築し、元禄6年（1693年）に4代藩主の黒田綱政が石鳥居を造営している。また寛政6年（1794年）には、9代藩主の黒田斉隆が領内巡検の際に参拝した。
明治維新後、明治5年（1872年）11月に近代社格制度において郷社に列した。その後、大正4年（1915年）11月に神饌幣帛料供進神社に指定され、大正15年（1926年）6月29日に県社に昇格している。
戦後、平成25-28年（2013-2016年）には本殿の修理工事が実施されている（平成の大修理）。

## 境内

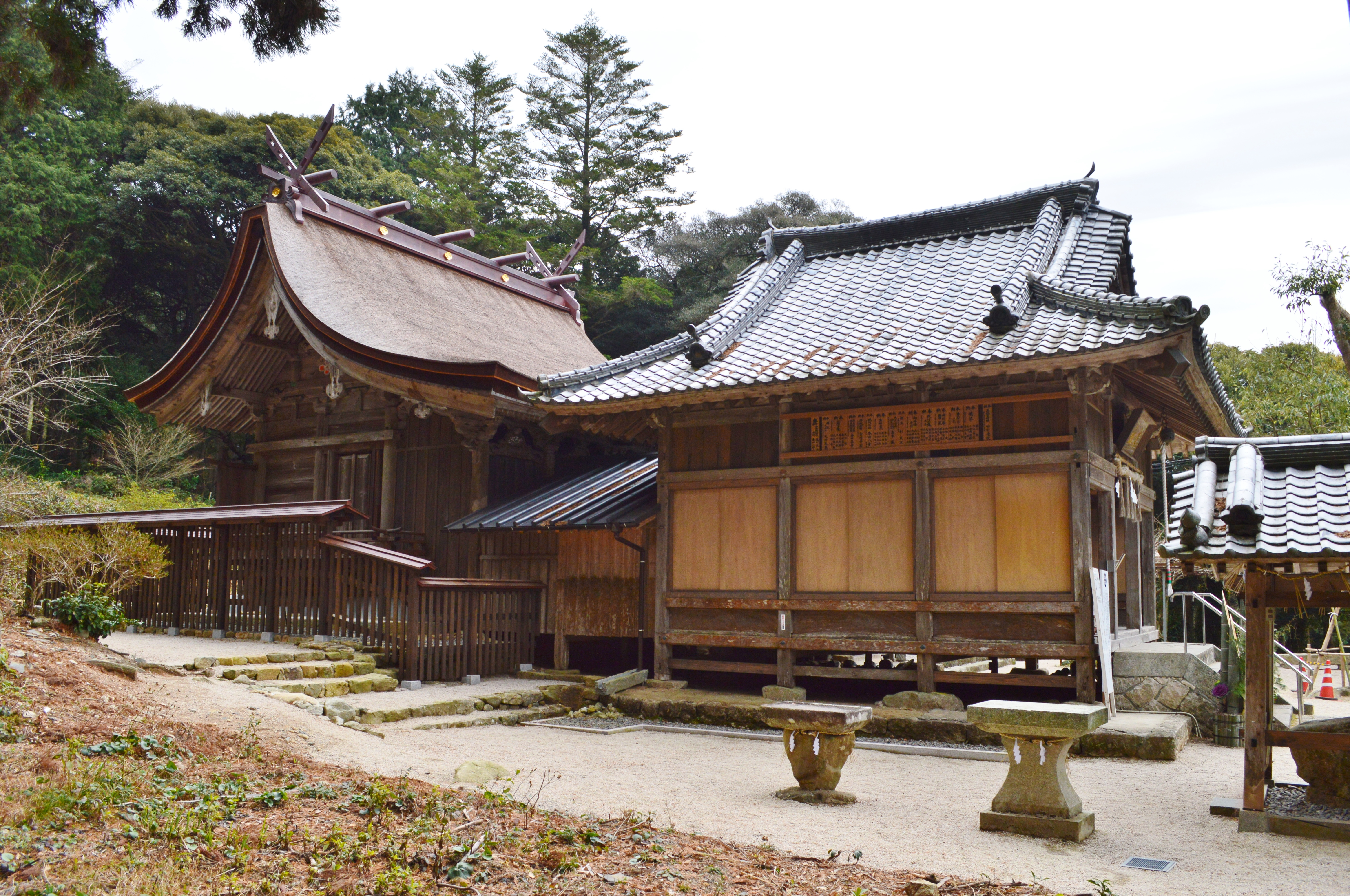
本殿（左、国の重要文化財）・
拝殿（右、福岡県指定文化財）

本殿は、江戸時代の造営。三間社流造で、屋根は檜皮葺。棟札等によれば、天文10年（1541年）に原田隆種が造営、元亀3年（1572年）に原田親種が修理、寛文2年（1662年）に福岡藩主の黒田光之が改築したことが知られる。現在の本殿は寛文2年の工事によるものが基本とされ（柱材にはそれ以前のものを再利用か）、平成25-28年（2013-2016年）には修理工事が実施されている。国の重要文化財に指定されている。
本殿前に建てられている拝殿は、江戸時代の造営。桁行3間・梁間3間、入母屋造で、屋根は瓦葺。天井は中央部が格天井、周囲が化粧小屋裏になる。棟札写によれば、享保16年（1731年）の造営とされる。福岡県指定有形文化財に指定されている。
本殿・拝殿の下段に建てられている石鳥居は、江戸時代の造営。花崗岩製の明神鳥居で、高さは約5メートル。柱の刻銘によれば、元禄6年（1693年）の福岡藩主の黒田綱政の寄進。福岡県指定有形文化財（本殿・拝殿の附指定）に指定されている。そのほか、鳥居前の石段も福岡県指定有形文化財（本殿・拝殿の附指定）に指定されている。

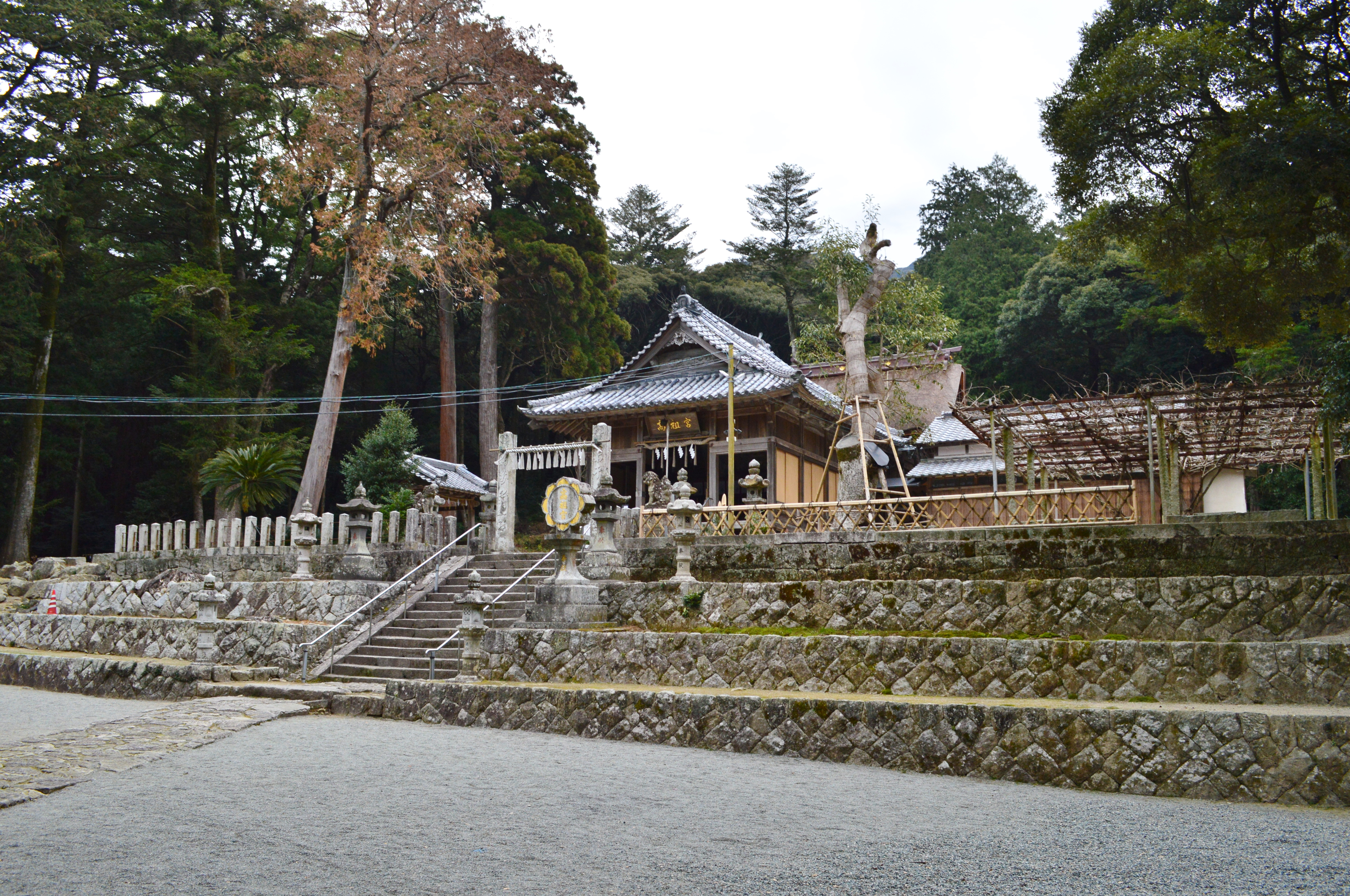
境内
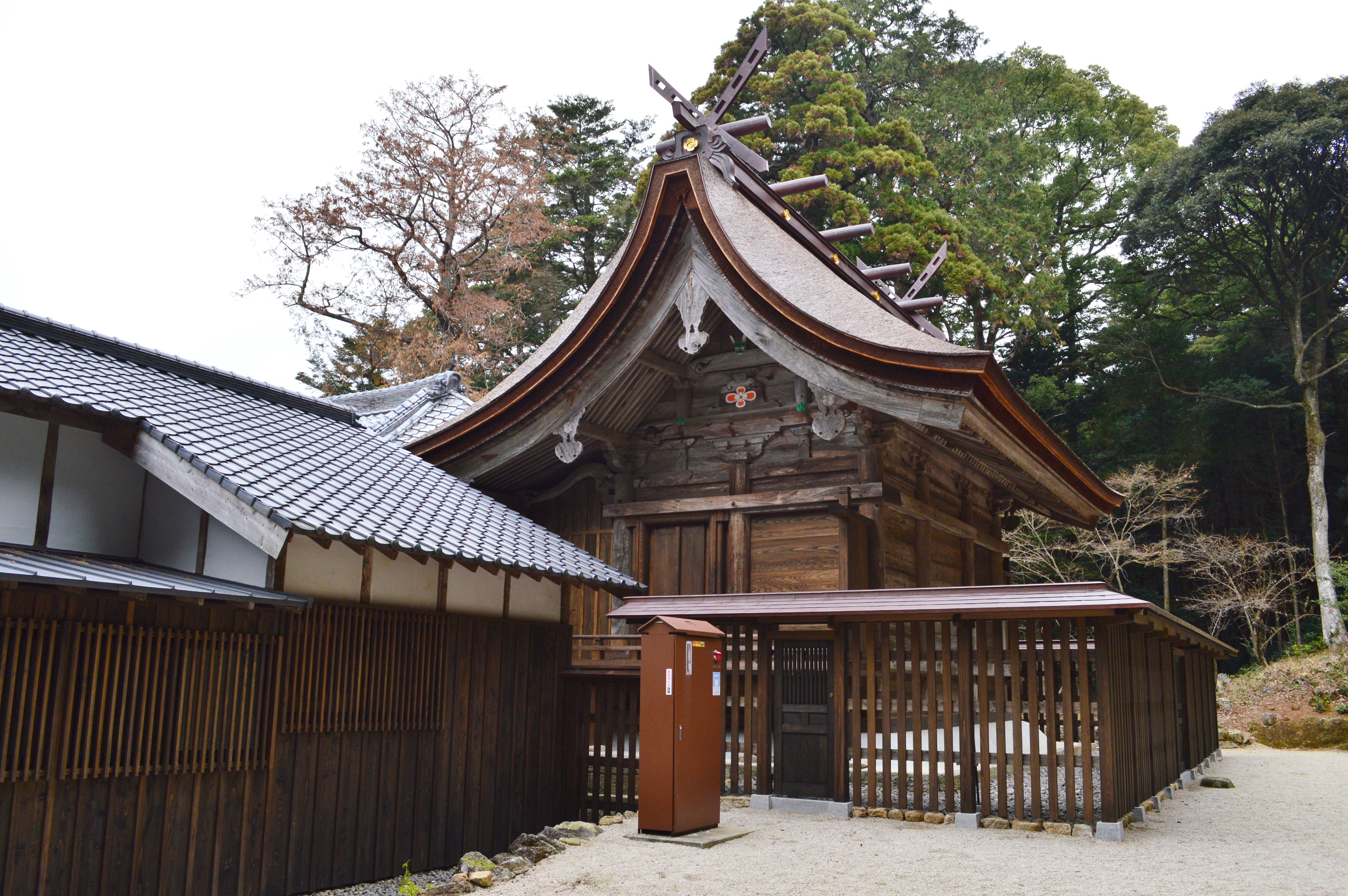
本殿
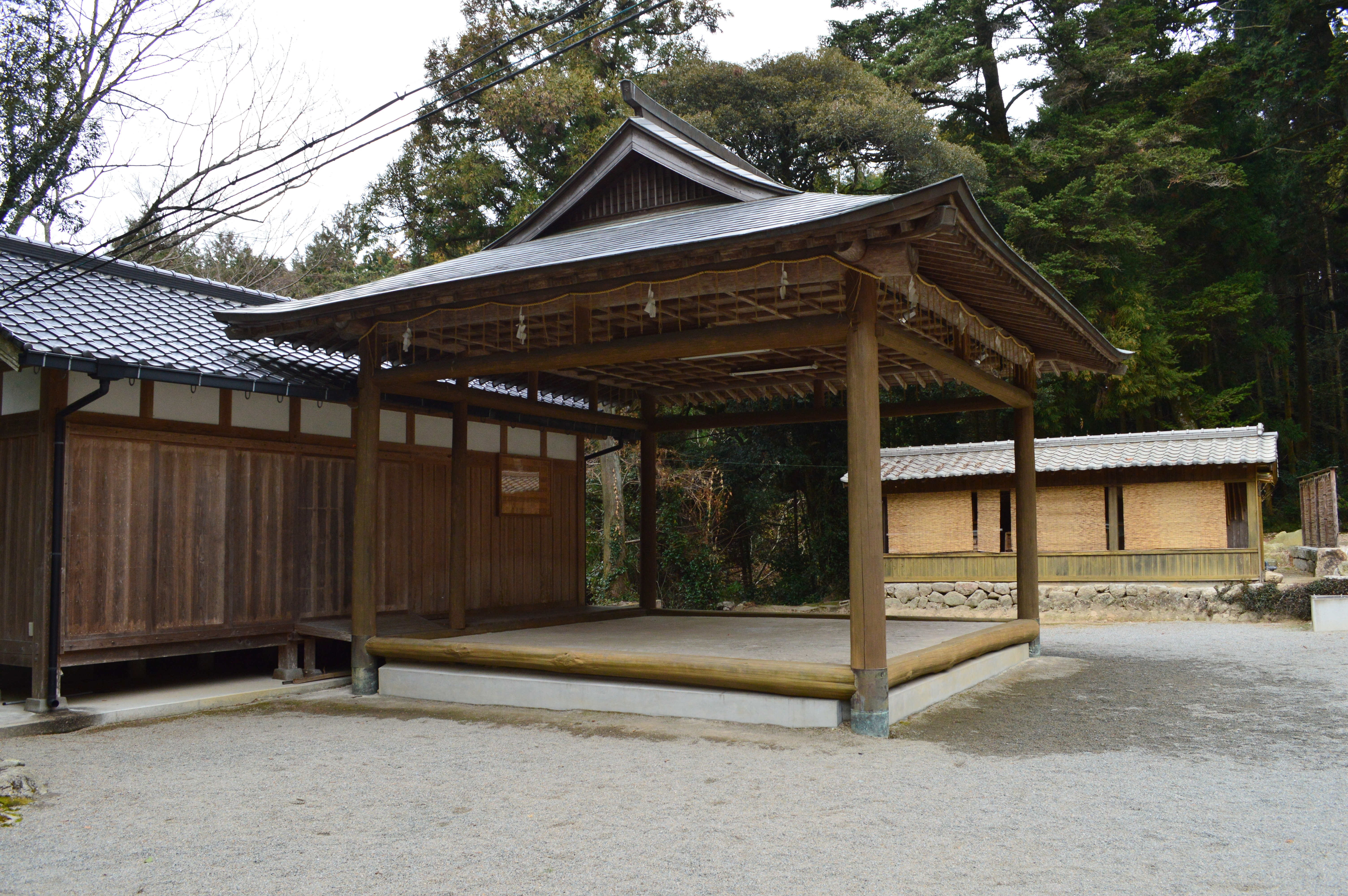
神楽殿
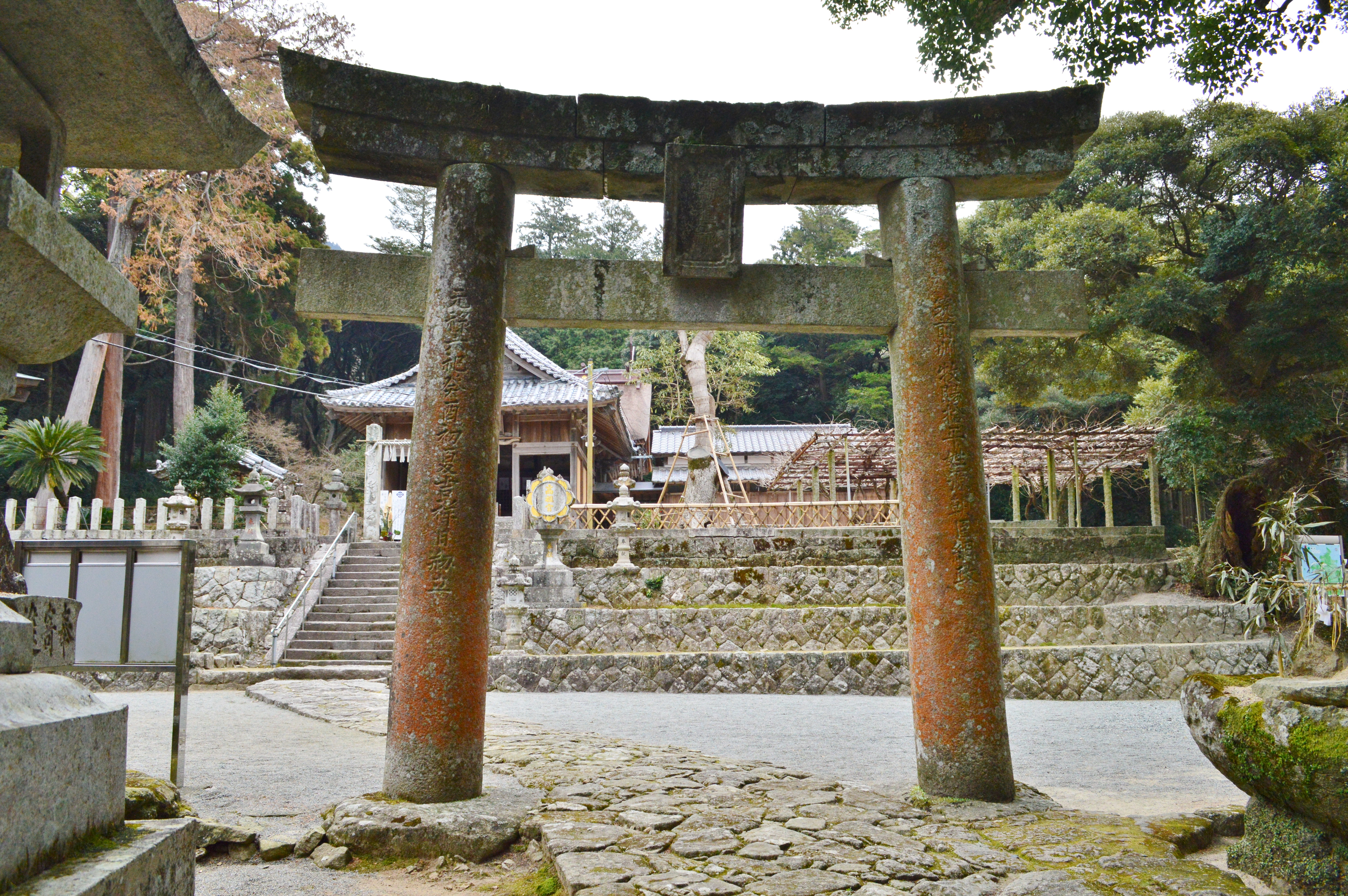
鳥居（福岡県指定文化財：附指定）
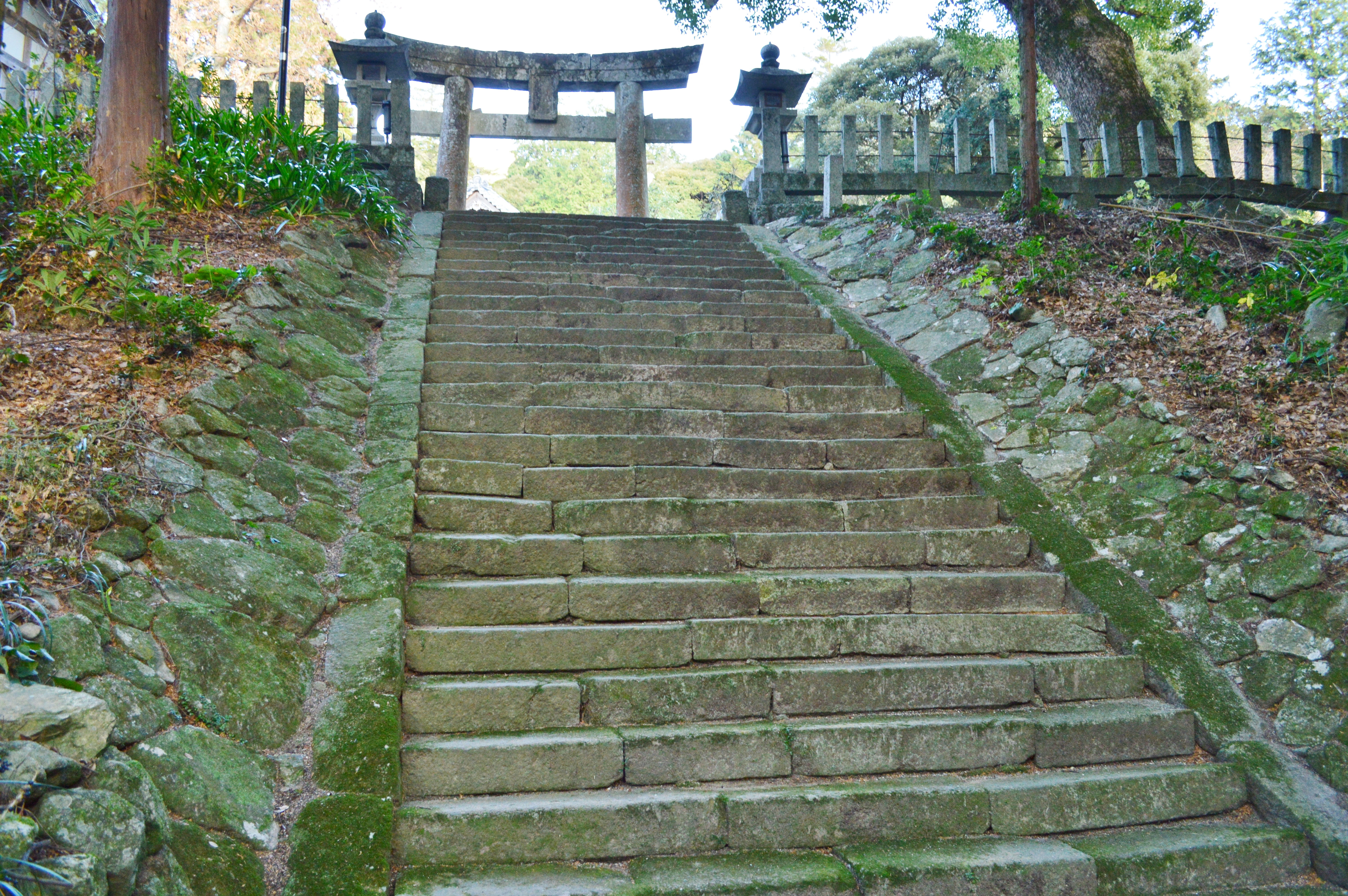
石段（福岡県指定文化財：附指定）
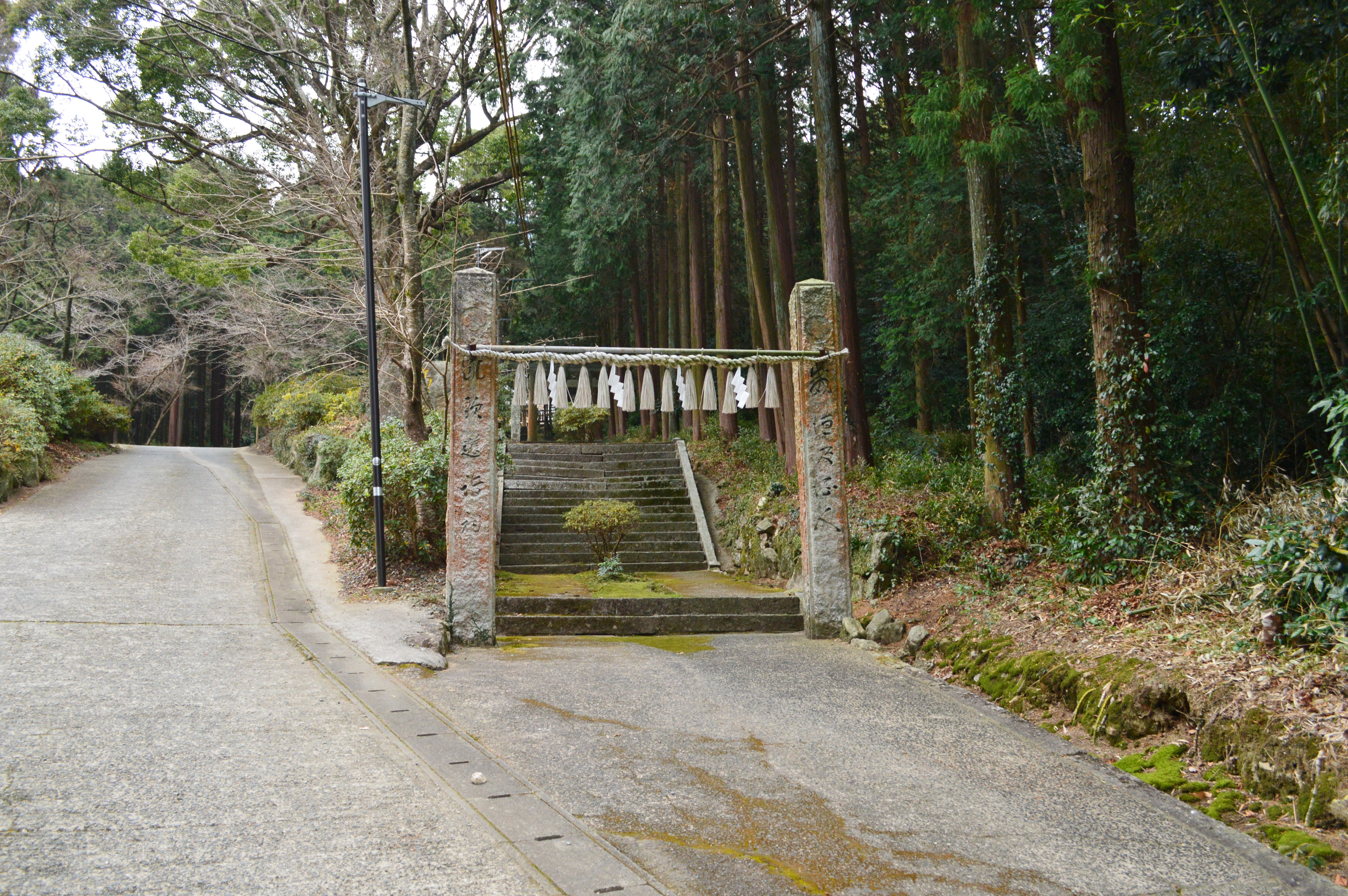
境内入り口

## 摂末社
- 徳満神社 - 祭神：大名持神・少彦名神・保食神、例祭：9月13日[7]。

## 祭事
高祖神社で年間に行われる祭事の一覧。
- 元旦祭（1月1日）
- 春大祭（4月26日） - 高祖神楽奉納。
- 夏大祭・千度潮井（6月第4日曜） - 前日夜に輪越し。
- 風止祭（9月1日）
- 徳満宮大祭（9月13日）
- 秋大祭（10月26日） - 前日夜に高祖夜神楽奉納。
- 神立祭（10月31日）
- 神待祭（11月30日）
- 大麻頒布祭（12月上旬）

春と秋の年2回には、高祖神楽が神楽殿で奉納される。応仁元年（1467年）に高祖城主の原田種親が京都から「京の能神楽」を伝えたものといわれ、江戸時代までは神職により、明治以降は地元民によって催される。舞神楽・面神楽の2種類12番があり、舞神楽は神楽面無しの音舞で、面神楽は面を着けての神話物語の演技になる。この高祖神楽は福岡県指定無形民俗文化財に指定されている。

## 文化財

### 重要文化財（国指定）
- 高祖神社本殿（附 棟札6枚）（建造物） - 2023年（令和5年）9月25日指定[9]。

国の重要文化財への指定以前、本殿は拝殿とともに2012年（平成24年）3月26日に福岡県指定有形文化財に指定されていた。

### 福岡県指定文化財
- 有形文化財
  - 高祖神社 拝殿（附 石造明神鳥居1基、鳥居正面石段1基、棟札8枚、板札3枚）（建造物） - 2012年（平成24年）3月26日指定[10][6]。
- 無形民俗文化財
  - 高祖神楽 - 1971年（昭和46年）5月19日に旧前原町指定民俗文化財に指定[2]、1981年（昭和56年）3月5日に福岡県指定無形民俗文化財に指定[11][12]。

## 現地情報
所在地
- 福岡県糸島市高祖1578

交通アクセス
- 九州旅客鉄道（JR九州）筑肥線 周船寺駅から
  - バス：コミュニティバス（川原線）で「高祖」バス停下車（下車後徒歩約5分）[8]
  - 徒歩：約30分[3]

周辺
- 高祖山
  - 高祖城
  - 怡土城 - 国の史跡。
- 三雲・井原遺跡 - 国の史跡。伊都国王都の比定地。
- 曽根遺跡群 - 国の史跡。伊都国王墓の平原墳丘墓を包含。
- 伊都国歴史博物館